# Relaciones República del Congo-Estados Unidos
Las relaciones República del Congo-Estados Unidos son las relaciones diplomáticas entre Estados Unidos y República del Congo. La República del Congo fue reconocida por los Estados Unidos el día de su independencia, el 15 de agosto de 1960. Las relaciones diplomáticas entre los Estados Unidos y el Congo se rompieron durante el período más radical congoleño - marxista, 1965 -77. La Embajada de EE. UU. reabrió sus puertas en 1977 con el restablecimiento de las relaciones, que permanecieron distantes hasta el final de la era socialista de la República Popular del Congo. Los fines de la década de 1980 estuvieron marcados por un calentamiento progresivo de las relaciones congoleñas con los países occidentales, incluido Estados Unidos. El presidente congoleño Denis Sassou-Nguesso realizó una visita de estado a Washington en 1990, donde fue recibido por el presidente George H. W. Bush.

## Historia

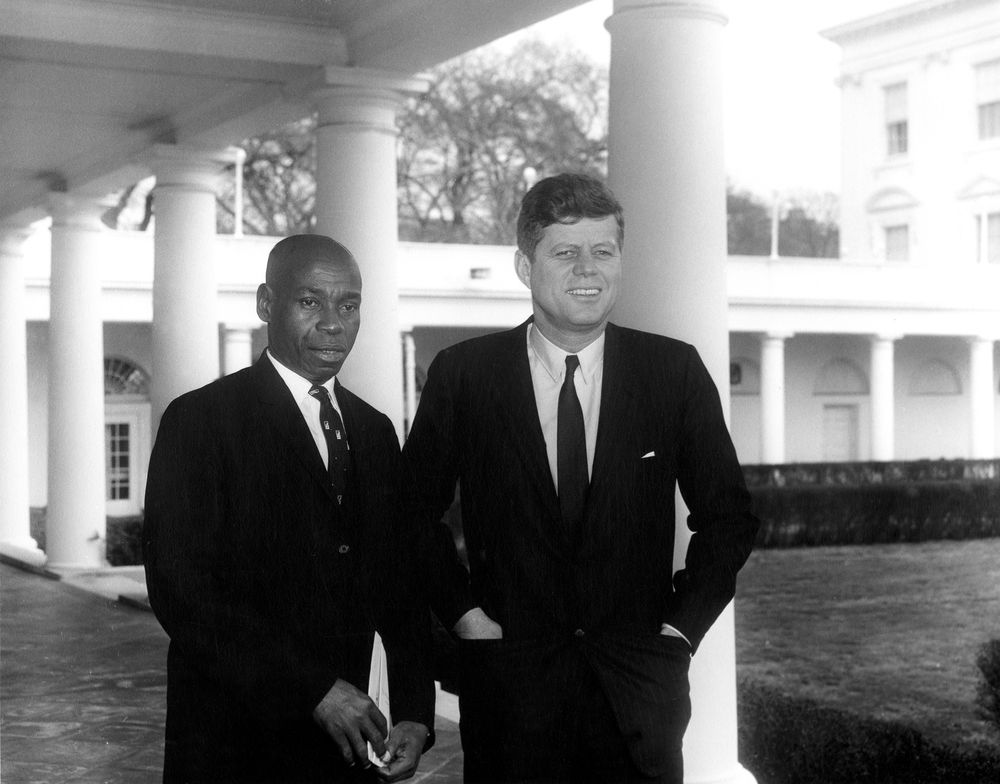
Emmanuel Damongo-Dadet reunido con el presidente John F. Kennedy, 1961.

Emmanuel Damongo-Dadet fue el primer embajador congoleño en los Estados Unidos a principios de los años sesenta.
Con el advenimiento de la democracia en 1991, las relaciones del Congo con los Estados Unidos mejoraron y fueron cooperativas. Estados Unidos ha apoyado los esfuerzos de democratización congoleños, contribuyendo con la ayuda al proceso electoral del país. El gobierno congoleño demostró un interés activo en profundizar y ampliar sus relaciones con los Estados Unidos. El primer ministro de transición Andre Milongo realizó una visita oficial a Washington en 1992, donde el presidente Bush lo recibió en la Casa Blanca.
El entonces candidato presidencial Pascal Lissouba viajó a Washington en 1992, reuniéndose con funcionarios, incluido el Subsecretario de Estado para Asuntos Africanos Herman J. Cohen. Después de su elección en agosto de 1992, el presidente Lissouba expresó interés en expandir los enlaces entre los EE. UU. y el Congo, buscando un aumento en la ayuda al desarrollo de los EE. UU., los intercambios universitarios y una mayor inversión de los EE. UU. en el Congo. Con el estallido de la guerra de 1996, la Embajada de los Estados Unidos fue  evacuación d. La Embajada se cerró y su personal se hizo residente en Kinshasa, República Democrática del Congo.
En 2001, se levantaron las operaciones suspendidas de la Embajada y se permitió que el personal de la Embajada viajara a Brazzaville por períodos de servicio temporal extendido de la Embajada de los Estados Unidos en Kinshasa. Como resultado, se revitalizaron las relaciones bilaterales entre los Estados Unidos y el Congo. En 2003 y 2004, esta práctica continuó, y se adquirió un sitio para la construcción de una nueva Embajada en julio de 2004. Las actividades diplomáticas, las operaciones y los programas se llevaron a cabo en una ubicación bancaria temporal hasta enero de 2009, cuando una nueva Embajada en pleno funcionamiento fue abierto. Las relaciones entre los Estados Unidos y el gobierno del presidente Denis Sassou-Nguesso son positivas y cooperativas.

## Misiones diplomáticas

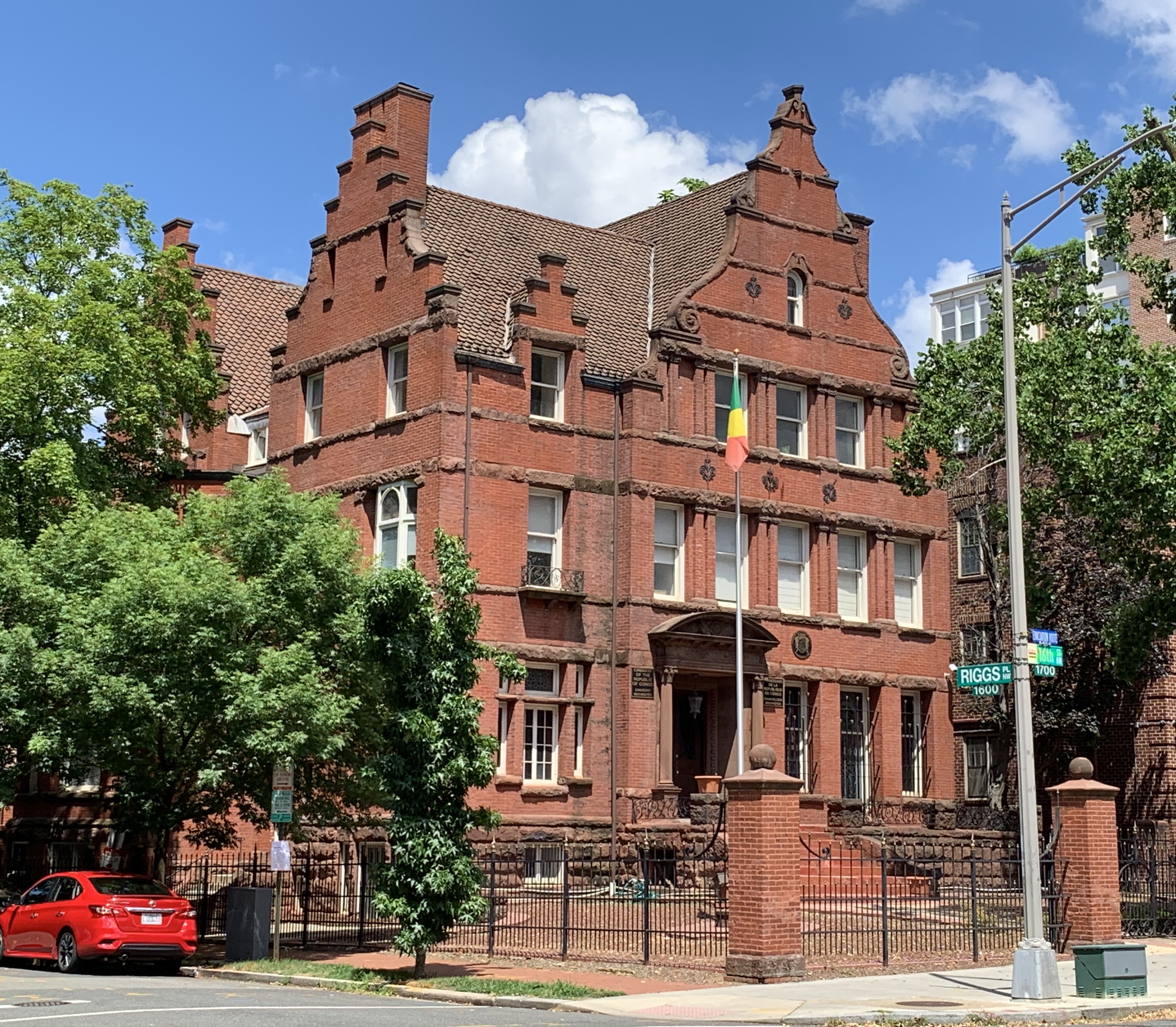
Embajada de la República del Congo en Washington D. C.

- República del Congo tiene una embajada en Washington D. C.[3]
- Estados Unidos tiene una embajada en Brazzaville.[4]